# Gołaczów (Konradówka)
Gołaczów – przysiółek wsi Konradówka w Polsce, położony w województwie dolnośląskim, w powiecie legnickim, w gminie Chojnów, na południe od Chojnowa.
W latach 1975–1998 przysiółek należał administracyjnie do województwa legnickiego.
Obok przysiółka przebiega nieczynna linia kolejowa Chojnów – Złotoryja.